# Pheronematidae
Pheronematidae is een familie van sponsdieren uit de klasse van de Hexactinellida. 

## Geslachten
- Pheronema Leidy, 1868
- Platylistrum Schulze, 1904
- Poliopogon Thomson, 1878
- Schulzeviella Tabachnick, 1990
- Semperella Gray, 1868
- Sericolophus Ijima, 1901